# Храм у Дендери
Храм у Дендери је староегипатска група храмова у Дендери, 55 км северно од Луксора у Горњем Египту. То је један од најпознатијих храмова Египта и био је посвећен богињи Хатор. Налази се у области античке провинцијске престонице Тентириса, који је важио за важан религијски центар. Данас очувани комплекс храмова спада у најбоље очуване египатске храмове.

## Историја
Данас очувани храм потиче из доба династије Птолемејида, али се базира на ранијим грађевинама, које су ту постојале од Старог краљевства. Култ богиње Хатор постојао је у Дендери, по неким изворима, још у праисторији. Текстови у крипти помињу да је храм основан у прединастичко време. Он се помиње у доба Кеопса на једној кутији у краљевској палати у Мемфису. Најранији познати храм је изграђен у време владавине Пепија I, који је био први фараон носилац титуле „Син (богиње) Хатор, господарице Дендере“, што указује на посебан значај који је Дендера имала у време шесте династије.
Најранији остаци потичу из Средњег краљевства и налазе се у капели божанства Ka Ментухотепа II. У једном декрету Аменемхета I по први пут се помиње фестивал храма у Дендари. Неки рециклирани камени блокови носе имена фараона од Ментухотепа II у доба Средњег краљевства, до Шебитка у двадесетпетој династији. Током осамнаесте династије храм је обновљен у време Тутмоса III, а декорацију су додали различити владари Новвог краљевства, као то су Аменофис III, Рамзес II и Рамзес III-
У време касних Птолемејида дошло је до изградње потпуно новог главног храма, што је изведено у три етапе. Прва етапа почела је 16. јула 54. године п. н. е. са изградњом централне грађевине у време Птолемеја XII. Године 29. п. н. е. храм је био скоро саграђен, и свештеници су почели да обављају своје дужности. Цар Тиберије је започео изградњу пронаоса са стубовима богиње Хатор, на којима се налазе и имена царева Калигуле, Клаудија и Нерона.
Трећа етапа изградње је била у време Нерона, када је уређена унутрашњост храма, двориште са стубовима и капија. Овај пројекат није довршен. За време владавине Домицијана и Трајана настала је капија на северном улазу. Касније су изграђени базен са светом водом, санаторијум и римске цистерне. Последња грађевина била је коптска базилика из петог века.